# Thelypteris hondurensis
Thelypteris hondurensis är en kärrbräkenväxtart som beskrevs av L.D. Gómez. Thelypteris hondurensis ingår i släktet Thelypteris och familjen Thelypteridaceae. Inga underarter finns listade.